# Horbach (Wachenroth)
Horbach ist ein Gemeindeteil des Marktes Wachenroth im Landkreis Erlangen-Höchstadt (Mittelfranken, Bayern). Horbach liegt in der Gemarkung Schirnsdorf.

## Geografie
Das Dorf liegt am Südufer der Reichen Ebrach gegenüber von Simmersdorf und ist unmittelbar von Acker- und Grünland umgeben. Eine Gemeindeverbindungsstraße verläuft nach Weingartsgreuth (1,2 km südwestlich) bzw. nach Simmersdorf (0,4 km nördlich), eine weitere verläuft nach Schirnsdorf (2 km östlich).

## Geschichte
Der Ort wurde 1174 in einer Urkunde des Klosters St. Theodor erstmals schriftlich erwähnt. In dieser wurde bezeugt, dass das Kloster zwei Güter von Conrad von Scheinfeld erhalten hatte. Weitere Lehensträger waren die seit 1317 bezeugten Küchenmeister von Bamberg, die Truchseß von Pommersfelden, die ab dem 14. Jahrhundert im Ort begütert waren, und die Herren von Egloffstein.
Gegen Ende des 18. Jahrhunderts gab es in Horbach 14 Anwesen und ein Gemeindehirtenhaus. Das Hochgericht übte das bambergische Centamt Wachenroth aus. Die Dorf- und Gemeindeherrschaft hatten das brandenburg-bayreuthische Kasten- und Jurisdiktionsamt Dachsbach und die schönborn’sche Herrschaft Pommersfelden gemeinsam inne. Grundherren waren das Kastenamt Wachenroth (1 Sölde), die brandenburg-bayreuthische Verwaltung Uehlfeld (4 Güter, 1 Tropfhaus), die Herrschaft Pommersfelden (3 Güter, 4 Sölden) und der Nürnberger Eigenherr Stromer (1 Gut).
Im Rahmen des Gemeindeedikts wurde Horbach dem 1808 gebildeten Steuerdistrikt Schirnsdorf und der im selben Jahr gebildeten Ruralgemeinde Schirnsdorf zugewiesen. 9 Anwesen unterstanden in der freiwilligen Gerichtsbarkeit dem Patrimonialgericht Pommersfelden (bis 1848).
Am 1. Juli 1974 wurde Horbach im Zuge der Gebietsreform in den Markt Wachenroth eingegliedert. 

### Einwohnerentwicklung
| Jahr      | 001819 | 001861 | 001871 | 001885 | 001900 | 001925 | 001950 | 001961 | 001970 | 001987 | 002020 |
| Einwohner | 84     | 121    | 120    | 114    | 120    | 99     | 129    | 99     | 103    | 90     | 94     |
| Häuser    |        |        |        | 19     | 21     | 19     | 19     | 20     |        | 22     |        |
| Quelle    | [ 9 ]  | [ 10 ] | [ 11 ] | [ 12 ] | [ 13 ] | [ 14 ] | [ 15 ] | [ 16 ] | [ 17 ] | [ 18 ] | [ 1 ]  |

## Religion
Horbach war ursprünglich nach St. Gertrud (Wachenroth) gepfarrt. Seit der Reformation sind die Protestanten, die im Ort die Mehrheit stellen, in die Schlosskirche (Weingartsgreuth) gepfarrt, während die Katholiken weiterhin nach St. Gertrud gepfarrt blieben.